# Niarchos loja
Espèce
Niarchos loja est une espèce d'araignées aranéomorphes de la famille des Oonopidae.

## Distribution
Cette espèce se rencontre en Équateur dans la province de Loja et au Pérou dans la région de Cajamarca vers 2 100 m d'altitude,.

## Description
Le mâle holotype mesure 1,72 mm et la femelle 2,22 mm.

## Étymologie
Cette espèce est nommée en référence au lieu de sa découverte, la province de Loja.

## Publication originale
- Platnick & Dupérré, 2010 : The Andean goblin spiders of the new genera Niarchos and Scaphios (Araneae, Oonopidae). Bulletin of the American Museum of Natural History, no 345, p. 1-120 (texte intégral).